# Бертонь
Берто́нь (фр. Bertogne, валлон. Biertogne) — коммуна в Валлонии, расположенная в провинции Люксембург, округ Бастонь. Принадлежит Французскому языковому сообществу Бельгии. На площади 91,67 км² проживают 2932 человека (плотность населения — 32 чел./км²), из которых 50,17 % — мужчины и 49,83 % — женщины. Средний годовой доход на душу населения в 2003 году составлял 10 394 евро.
Почтовые коды: 6686—6688. Телефонный код: 061.